# Eldhraun
Eldhraun, es un topónimo islandés que significa  «desierto de lava». Con él se designa a una extensa llanura en el sur de Islandia que quedó cubierta por la lava expulsada durante la erupción del volcán Laki en 1783. En la actualidad la colada del Laki se halla cubierta por una gruesa capa de musgo que la ha colonizado, dando lugar a uno de los  más bellos y sorprendentes paisajes de Islandia.
Se halla al sur de la isla, dentro del Parque nacional de Skaftafell, muy cerca del Vatnajökull y de la llanura arenosa de Skeiðarársandur.

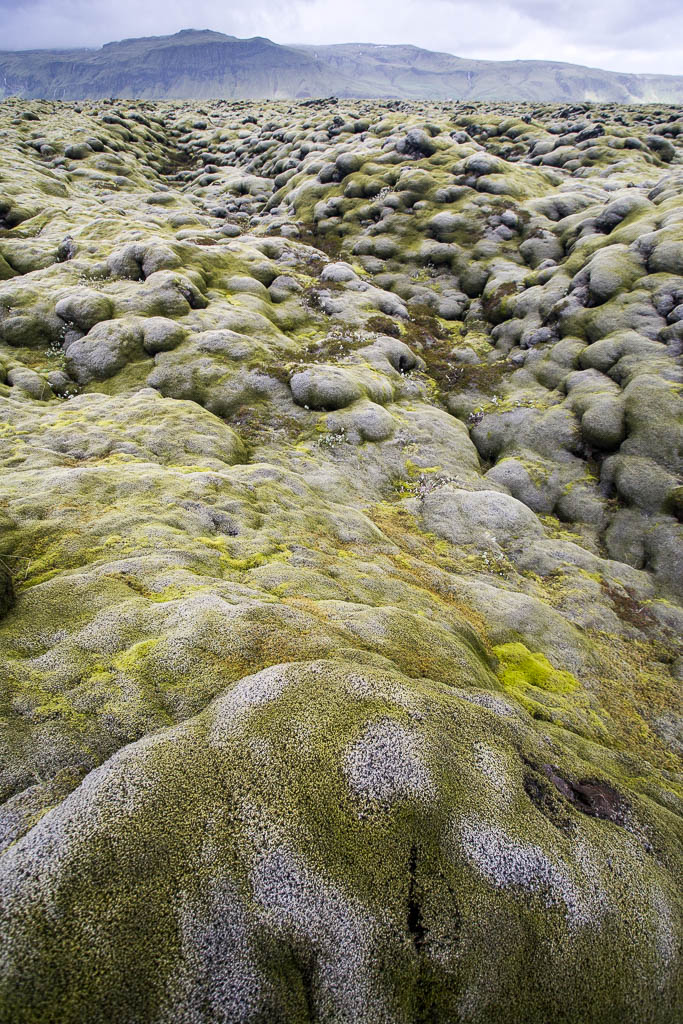
El musgo cubre la colada volcánica del Laki.

## Historia

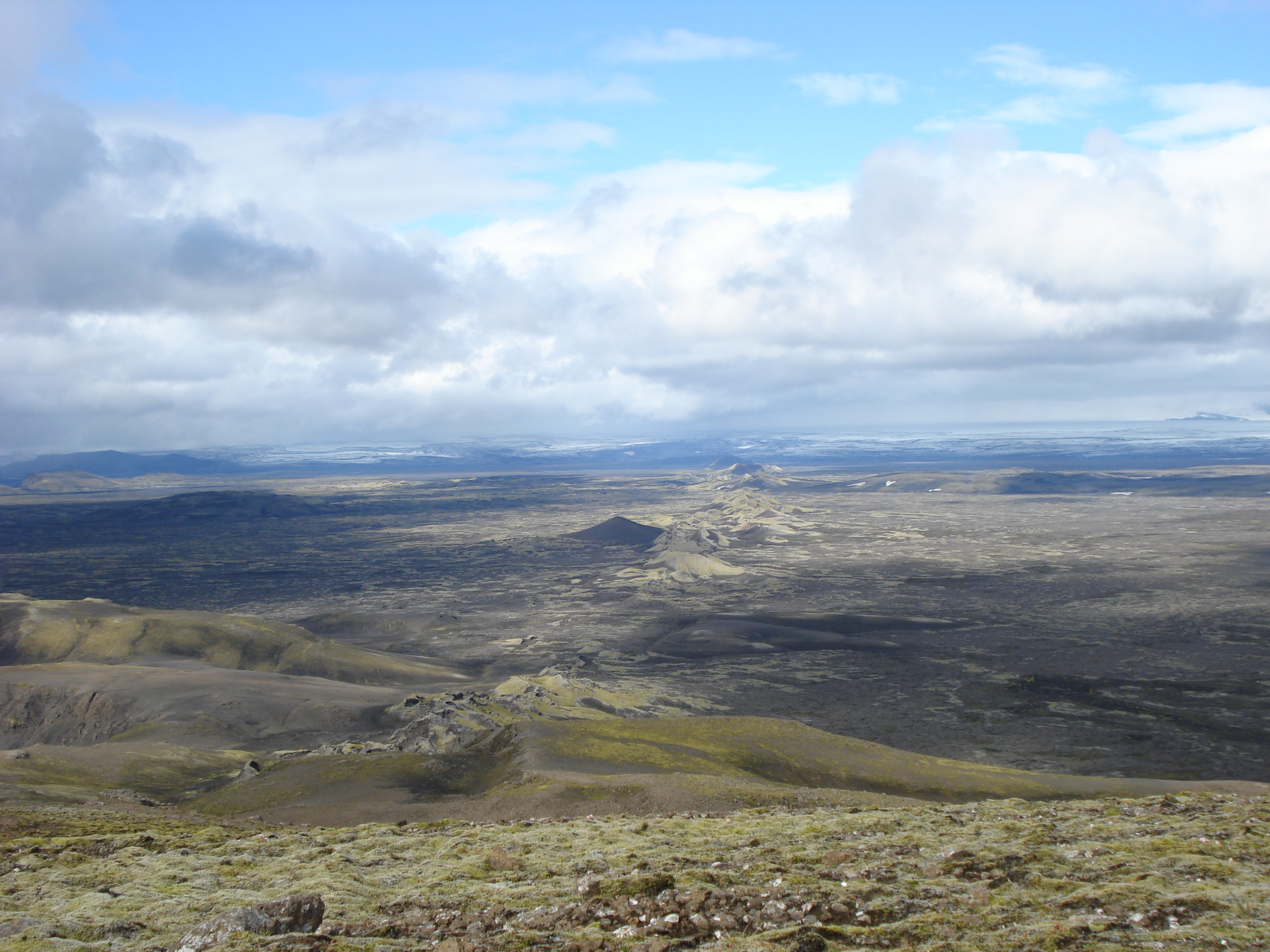
Vista desde la cumbre del Laki de la fisura de donde fluyó la lava.

El Laki entró en erupción el 8 de junio de 1783 cuando se abrieron las primeras fisuras volcánicas. Después de una pequeña erupción freatomagmática, las fuente de lava, que habían alcanzado los 1 400 metros de altura, permanecerían activas hasta el 7 de febrero de 1784, aunque la mayor parte de la lava fue expulsada entre junio y octubre de 1783, habiendo arrojado un total de 15 km³ de material, que cubrió una superficie de 565 km².
Tras la erupción el campo de lava fue lentamente colonizado por diversas especies de musgo, particularmente en la llanura litoral, donde el clima es más benevolente que en las tierras altas, hasta conformar el paisaje que hoy presenta.
La Hringvegur o Ring Road discurre por la llanura de Eldhraun, sobre la que también se han trazado y habilitado rutas de senderismo para los amantes del trekking.
Las plantas de Lupinus nootkasensis, introducidas en Islandia a mediados del siglo XX para luchar contra la erosión y la pérdida de suelo fértil, se han convertido en la principal amenaza para el frágil musgo de Eldhraun ya que se trata de una planta invasora que se ha adaptado muy bien al clima islandés y que prolifera con asombroso y preocupante éxito.